# Valerij Leontiev
Valerij Jakovlevitj Leontjev (ryska: Валерий Яковлевич Леонтьев), född 19 mars 1949 i Ust-Usa, Komi ASSR, RSFSR, Sovjetunionen, är en rysk popsångare vars popularitet var som högst under tidigt 1980-tal. Han blev utnämnd till rysk folkartist 1996. Han är känd som en av de mest framstående artisterna inom rysk musik. Under sin långa karriär har han spelat in över 30 album, varav många sålts i miljontals exemplar.

## Diskografi
- 1983 Муза - "Musa"
- 1984 Диалог - "Dialog"
- 1984 Премьера - "Premiär"
- 1986 Дискоклуб 16(Б) - "Discoklubb 16 B"
- 1986 Бархатный сезон - "Indiansommar"
- 1987 Valeri LEONTJEV
- 1988 Я — просто певец - "Jag - bara en sångare"
- 1990 Дело вкуса - "En smaksak"
- 1990 Грешный путь - "Syndens väg"
- 1992 Там, в сентябре. The best of Leontiev - "Där, i september. Leontievs bästa"
- 1993 Ночь - "Natt"
- 1993 Последний вечер - "Sista kvällen"
- 1993 Полнолуние - "Fullmåne"
- 1994 Прикоснись - "Beröring"
- 1994 У ворот Господних - "Vid Herrens port"
- 1995 По дороге в Голливуд - "På väg till Hollywood"
- 1998 Санта-Барбара - "Santa Barbara"
- 1999 Канатный плясун - "Lindansaren"
- 1999 Каждый хочет любить - "Alla vill älska"
- 2001 Августин - "Augustine"
- 2002 Птицa в клeткe - "Fågel i bur"
- 2003 Кленовый лист - "Lönnblad"
- 2004 Ночной звонок - "Telefonsamtal i natten"
- 2005 Падаю в небеса - "Jag faller till himlen"
- 2009 Годы странствий - "Åren av vandrande"
- 2011 Художник - "Konstnär"
- 2014 Любовь-капкан - "Kärleksfällan"